# Parendacustes latifrons
Parendacustes latifrons är en insektsart som beskrevs av Lucien Chopard 1969. Parendacustes latifrons ingår i släktet Parendacustes och familjen syrsor. Inga underarter finns listade i Catalogue of Life.